# Prey Veng
Prey Veng is een stad in Cambodja en is de hoofdplaats van de provincie Prey Veng.
Prey Veng telt ongeveer 65.000 inwoners.